# Karl Edvard Diriks
Karl Edvard Diriks (Oslo, 9 janvier 1855 - Oslo, 17 mars 1930) est un peintre norvégien rattaché au courant de l'impressionnisme.

## Biographie
Edvard Diriks est né à Christiania (ancien nom d'Oslo, Norvège) de Christian Ludvig Diriks et Benedicte Henriette Munch. Il était le petit-fils du ministre Christian Adolph Diriks (en) et un  neveu de Carl Frederik Diriks. Il commence des études pour devenir architecte à Karlsruhe (Allemagne) de 1874 à 1875 et plus tard à Berlin. En 1892, il épouse la peintre et sculptrice Anna Diriks (1870-1932). Ils résident en France entre 1899 et 1921.
Il est surtout connu pour ses paysages : nuages, bourrasques de pluie, rafales de neige, tempêtes et mers agitées. Treize de ses œuvres sont exposées à la Galerie nationale d'Oslo, mais aussi dans d'autres musées norvégiens, français et allemands. Il a été décoré Chevalier de l'Ordre de Saint-Olaf et Officier de la Légion d'honneur en 1920,.
En 1906, le peintre traduit en français le poème suédois Hymne à la Lune d’Oscar Levertin.
Il présente à la Rétrospective du Salon des indépendants de 1926 les toiles Intérieur, Jardin du Luxembourg, Gretz-sur-Loing, Paysage de l'Ile de France et Paysage de Collioure.

## Dans les collections muséales
Au musée Baron-Martin, Gray (Haute-Saône) :
- Effets de nuages sur une mer grise, huile sur carton, 46 x 55 cm ;
- Voiliers en mer au soleil couchant, huile sur carton, 73 x 59 cm ;
- Estuaire avec voiliers, sous un ciel nuages, huile sur toile, 55 x 43 cm.

Au musée des beaux-arts de Bordeaux :
- Le Brise-glace, huile sur toile, 80 x 108 cm[6].

Au musée d'Orsay, Paris :
- Marine ou Mer et nuage, huile sur carton, 80 x 100 cm[7].

## Galerie

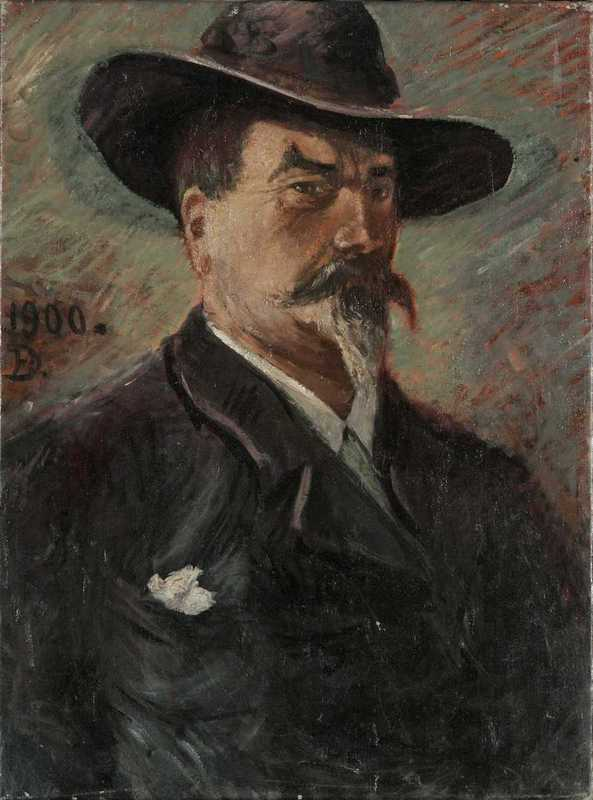
Autoportrait (1900)
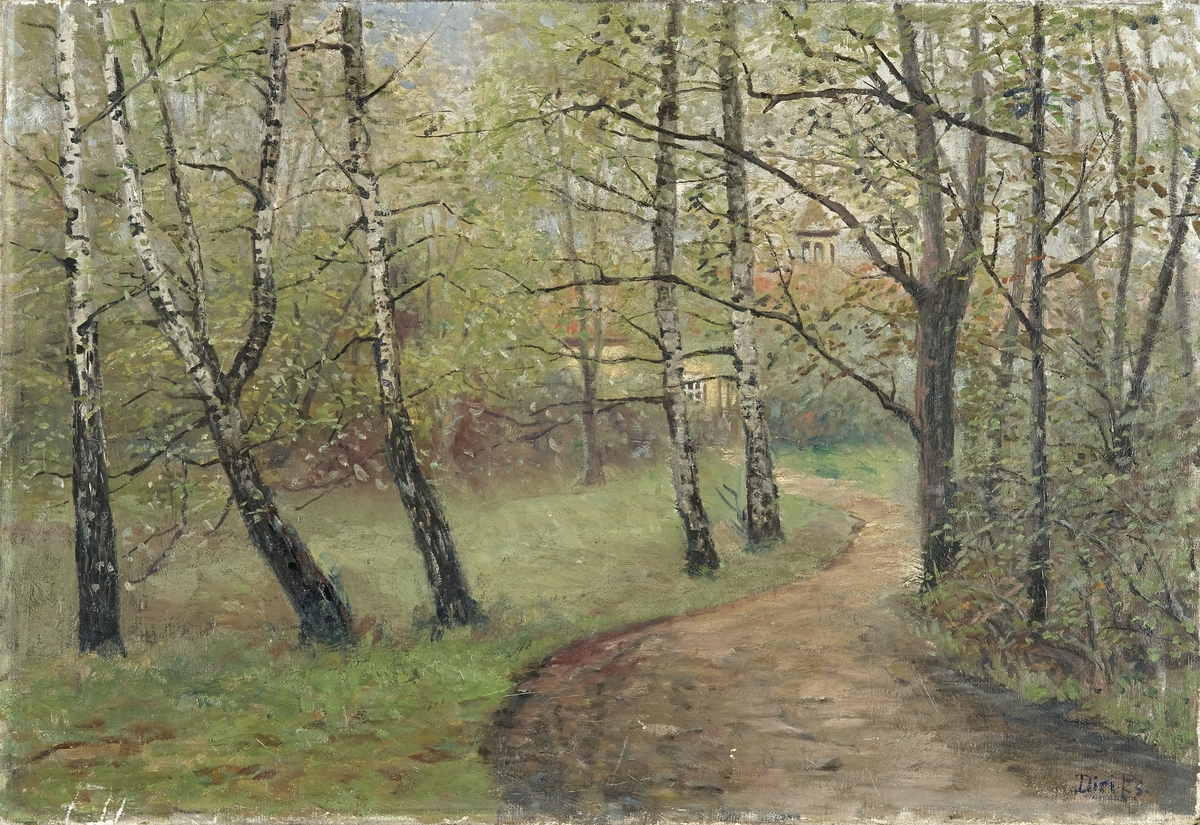
Frogner Hovedgård (1900)
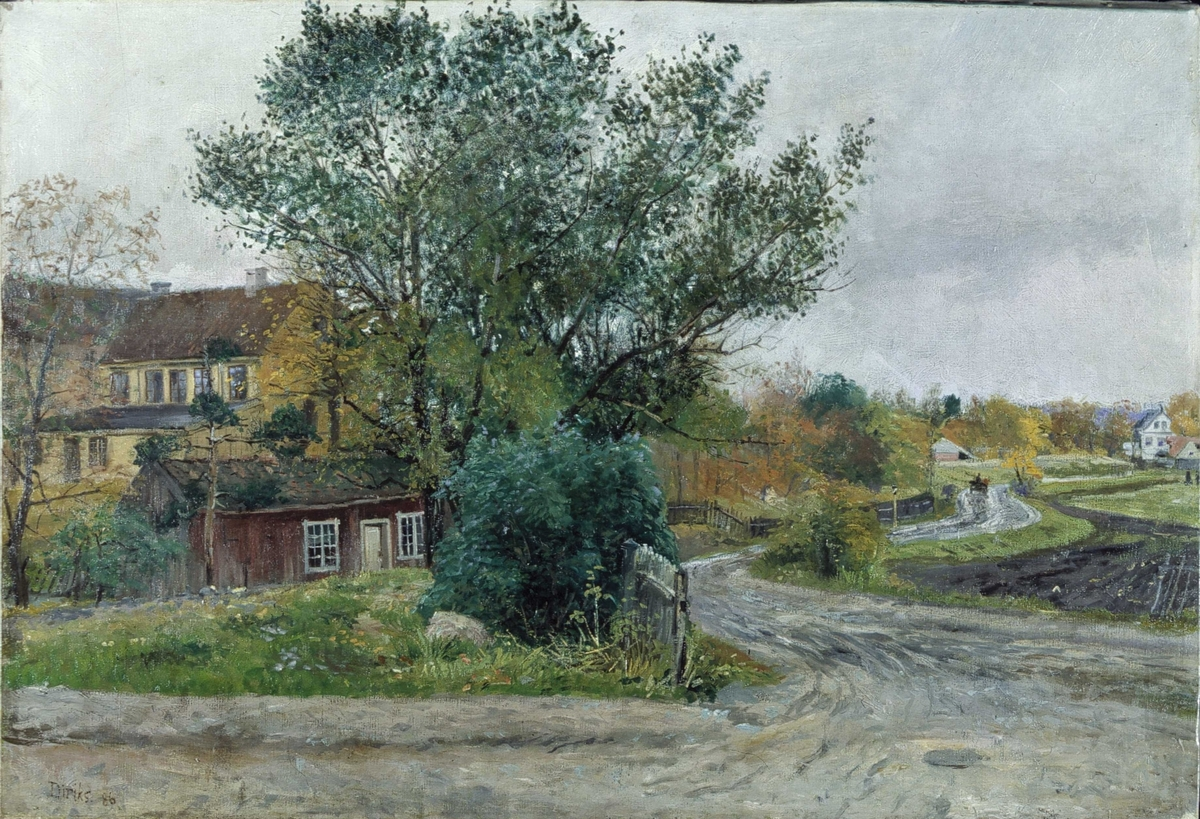
Route forestière (1886)
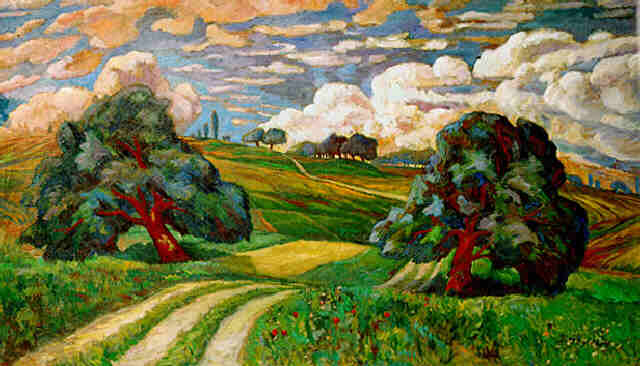
Après l'orage (1904)
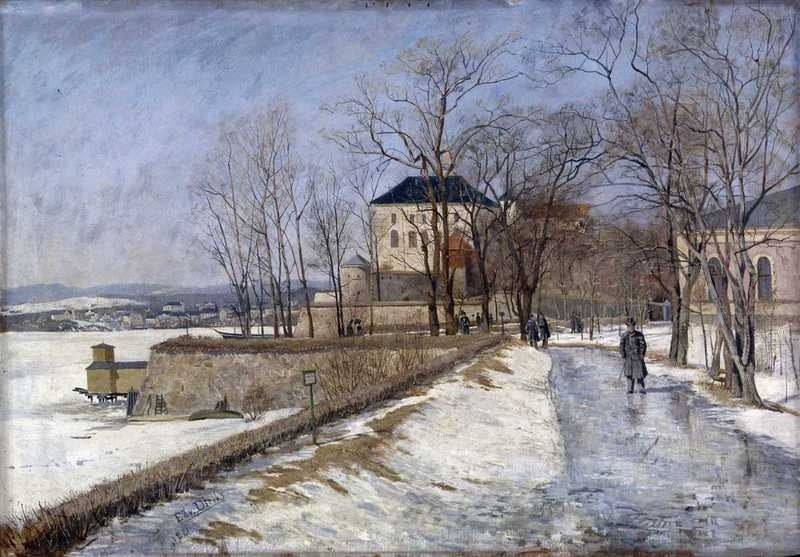
Depuis Akershus (1881)
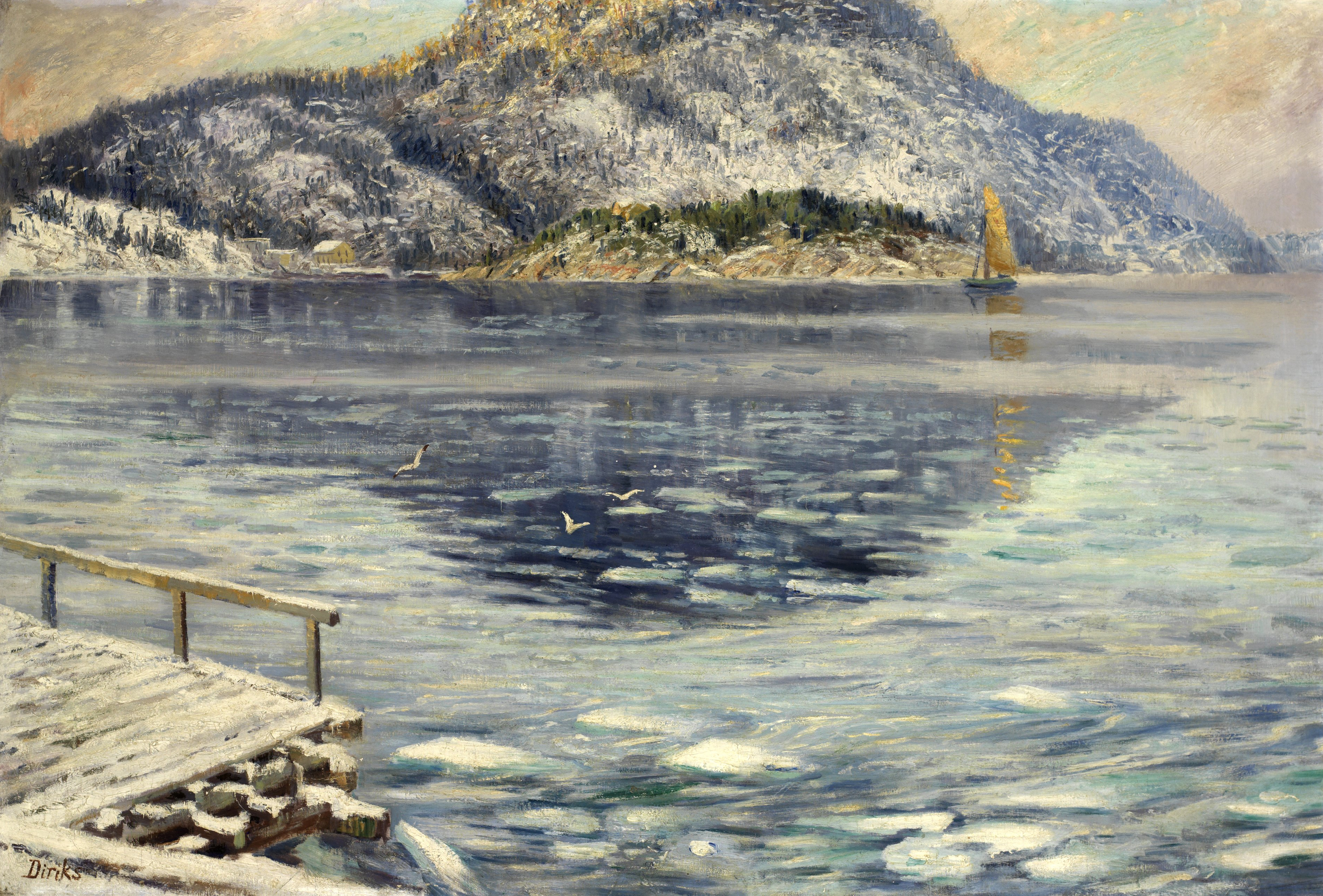
Le dégel